# Cymopterus deserticola
Cymopterus deserticola är en flockblommig växtart som beskrevs av Townshend Stith Brandegee. Cymopterus deserticola ingår i släktet Cymopterus och familjen flockblommiga växter. Inga underarter finns listade i Catalogue of Life.